# GB Pro-Series Glasgow
Il GB Pro-Series Glasgow, noto anche come "Aegon GB Pro-Series Glasgow" per ragioni di sponsorizzazione e "The Scottish Championships", è stato un torneo professionistico di tennis maschile che faceva parte dell'ATP Challenger Tour. Si è disputata la sola edizione del 2015 svoltasi tra il 3 e il 9 febbraio con un montepremi di 42.500 €. Si è giocato sui campi indoor in cemento dello Scotstoun Leisure Centre a Glasgow, nel Regno Unito.

## Albo d'oro

### Singolare maschile
| Anno | Campione     | Finalista       | Punteggio           |
| ---- | ------------ | --------------- | ------------------- |
| 2015 | Niels Desein | Ruben Bemelmans | 7–6(4), 2–6, 7–6(4) |

### Doppio maschile
| Anno | Campioni                        | Finalisti                         | Punteggio |
| ---- | ------------------------------- | --------------------------------- | --------- |
| 2015 | Wesley Koolhof Matwé Middelkoop | Sergei Bubka Oleksandr Nedovyesov | 6–1, 6–4  |